# Суальда (суб-король Мейрионита)
Суальда (валл. Swalda) — правитель Мейрионита (632/634—645), суб-королевства, подчиненного Королевству Гвинед.

## Биография
Суальда был сыном и наследником Идриса, погибшего в битве в 632 или 634 году.
Суальда, вероятно, был другом и союзником Кинтилана. Вместе они участвовали в 642 году в битве при Майс-Когви, в которой разгромили Освальда Нортумбрийского. Таким образом Суальда отомстил за гибель отца.
В 645 году Суальда умер. Новым суб-королём Мейрионита стал его сын Брохвайл.